# نواة ملتبسة
نواة ملتبسة(بالإنجليزية: Nucleus ambiguus)‏ هي عبارة عن مجموعة من الخلايا العصبية الحركية الكبيرة الغامضة، وتقع في عمق تشكيل شبكي النخاع. يحتوي الغموض النواة على الأجسام الخلوية للأعصاب التي تنتج فيها ألياف تسير في أعصاب اللساني الحنكي والمبهم لتزويد عضلات غلصمية مثل عضلات الحنك الرخو والبلعوم والحنجرة التي ترتبط بقوة بالكلام والبلع. فضلا عن الخلايا العصبية الحركية، فإن الغموض النواة في «تكوين خارجي» يحتوي على الخلايا العصبية قبل الكولاجليونية كولينرجيك للقلب.
وتؤدي هذه النواة إلى ظهور الألياف الحركية المتفرعة من العصب المبهم التي تنتهي في الحنجرة والعضلات البلعومية والعضلات العظمية؛ فضلا عن الألياف المحرك صادر من العصب اللساني البلعومي (ن إكس) ينتهي في عضلات ستيلوفارينجيوس(stylopharyngeus muscle).

## الوظيفة
وظيفة النواة الملتبسة هو إنتاج الالياف العصبية أي هي التي تسيطر على تعصيب المحرك في العضلات المعنية في الحنك، البلعوم، الحنجرة والمريء العلوي.

## معرض صور

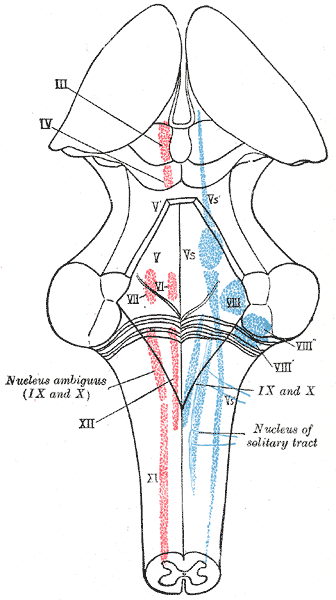
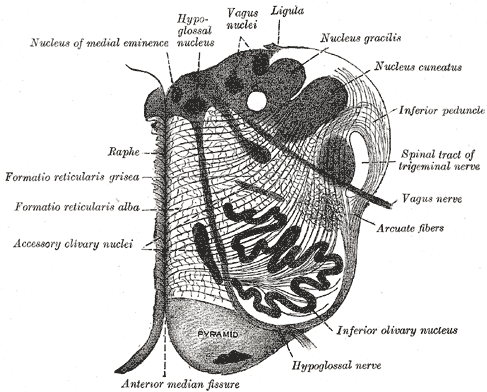
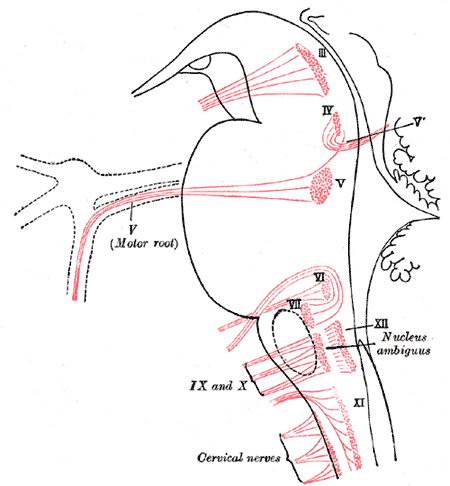
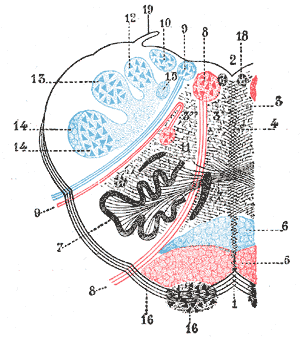

## وصلات خارجية
- Medical Neurosciences discuss the nucleus ambiguus.

قالب:Rhombencephalon
قالب:Cranial nerves